# آرتور فاولر (بازیکن فوتبال)
آرتور فاولر (انگلیسی: Arthur Fowler; ۲۰ نوامبر ۱۹۱۱ – ۲۰۰۱) بازیکن فوتبال اهل انگلستان بود.
از باشگاه‌هایی که در آن بازی کرده‌است می‌توان به باشگاه فوتبال دارتفورد اشاره کرد.